# Берлінський трактат
Берлінський трактат (англ. Treaty between Austria-Hungary, France, Germany, Great Britain and Ireland, Italy, Russia, and the Ottoman Empire for the Settlement of Affairs in the East) — міжнародна угода, що підписали 1 (13 липня) 1878 року як підсумок Берлінського конгресу. Трактат змінив умови попередньо підписаного Сан-Стефанського договору на шкоду Росії та слов'янським народам Балканського півострова.

## Основні положення
Він відсунув південний кордон Болгарії за Балканський хребет. Болгарію оголосили автономним князівством, виборного голову якого затверджував султан за згодою великих держав. Тимчасово управління Болгарією до введення в ній конституції зберегли за російською комісаром, однак термін перебування російських військ в Болгарії обмежили 9 місяцями. Османські війська не мали права перебувати в князівстві, але його зобов'язали платити Османській імперії щорічну данину.
Болгарські області на південь від Балканського хребта склали османську провінцію Східна Румелія, яку залишили під безпосередньою політичною та військовою владою султана і губернатора якої призначав султан терміном 5 років за згодою великих держав. Османська імперія отримала право охороняти кордони цієї провінції силами тільки регулярних військ, розташованих у прикордонних гарнізонах.
Фракію, Македонію і Албанію залишили за Османською імперією. У цих провінціях, а також на Криті і в областях, населених вірменами, Османська імперія зобов'язалася провести реформу місцевого самоврядування, урівнявши в правах християн з мусульманами.
Підписанти трактату визнали незалежність Князівства Чорногорія, Сербське князівство та Об'єднаного князівства Волощини та Молдови (Румунії). Однак територію, яка відходила за Сан-Стефанським договором до Чорногорії, значно скоротили. Наданий Чорногорії Сан-Стефанським договором вихід до моря (з портом Бар) зберігся, але без права утримувати там військовий флот. Контроль над Чорногорським узбережжям передали Австро-Угорській імперії.
Територію Сербського князівства дещо збільшили, але не за рахунок Боснії, а за рахунок земель, на які претендувала Болгарія. Австро-Угорська імперія домоглася права окупувати Боснію і Герцеговину, а також тримати гарнізони в Новопазарскому санджаці, які залишилися за Османською імперією.
Румунія отримала Північну Добруджу взамін на придунайські ділянки Бессарабії, які повернули Російській імперії, і дельту Дунаю.
Остаточне рішення про збільшення території Грецького королівства було визначено подальшими переговорами, які завершилися в 1880 році передачею Греції Фессалії і частини Епіру.
Гарантували свободу судноплавства по Дунаю.
У Закавказзі за Російською імперією залишили Карс, Ардаган і Батумі з їхніми округами. Баязет з Алашкертською долиною повернули Османській імперії. Батумі оголосили вільним портом (порто-франко), здебільшого комерційним.

## Реалізація
Берлінський трактат зберігав силу до Балканських воєн 1912—1913 років, але частина його постанов залишилася невиконаними або була пізніше змінена. Не були здійснені обіцяні Османською імперією реформи місцевого самоврядування в областях, населених християнами. Болгарія та Східна Румелія в 1885 році злилися в єдине князівство. У 1886 Російська імперія скасувала порто-франко в Батумі. У 1908 Болгарське князівство оголосила себе незалежним від Османської імперії царством, а Австро-Угорська імперія перетворила окупацію Боснії та Герцеговини на анексію.